# Birkózás az 1936. évi nyári olimpiai játékokon
Az 1936. évi nyári olimpiai játékokon a birkózás tizennégy versenyszámból állt, hét szabadfogású és hét kötöttfogású versenyt rendeztek.

## Éremtáblázat
(A táblázatokban a hazai és a magyar csapat eltérő háttérszínnel, az egyes számoszlopok legmagasabb értéke, vagy értékei vastagítással kiemelve.)
| Az 1936. évi nyári olimpiai játékok éremtáblázata birkózásban | Az 1936. évi nyári olimpiai játékok éremtáblázata birkózásban | Az 1936. évi nyári olimpiai játékok éremtáblázata birkózásban | Az 1936. évi nyári olimpiai játékok éremtáblázata birkózásban | Az 1936. évi nyári olimpiai játékok éremtáblázata birkózásban | Olimpia  |
| ------------------------------------------------------------- | ------------------------------------------------------------- | ------------------------------------------------------------- | ------------------------------------------------------------- | ------------------------------------------------------------- | -------- |
|                                                               | Ország                                                        | Arany                                                         | Ezüst                                                         | Bronz                                                         | Összesen |
| 1.                                                            | Svédország (SWE)                                              | 4                                                             | 3                                                             | 2                                                             | 9        |
| 2.                                                            | Magyarország (HUN)                                            | 3                                                             | 0                                                             | 1                                                             | 4        |
| 3.                                                            | Finnország (FIN)                                              | 2                                                             | 1                                                             | 3                                                             | 6        |
| 4.                                                            | Észtország (EST)                                              | 2                                                             | 1                                                             | 2                                                             | 5        |
| 5.                                                            | Egyesült Államok (USA)                                        | 1                                                             | 3                                                             | 0                                                             | 4        |
| 6.                                                            | Törökország (TUR)                                             | 1                                                             | 0                                                             | 1                                                             | 2        |
| 7.                                                            | Franciaország (FRA)                                           | 1                                                             | 0                                                             | 0                                                             | 1        |
| 8.                                                            | Németország (GER)                                             | 0                                                             | 3                                                             | 4                                                             | 7        |
| 9.                                                            | Csehszlovákia (TCH)                                           | 0                                                             | 2                                                             | 0                                                             | 2        |
| 10.                                                           | Lettország (LAT)                                              | 0                                                             | 1                                                             | 0                                                             | 1        |
| 11.                                                           | Kanada (CAN)                                                  | 0                                                             | 0                                                             | 1                                                             | 1        |
|                                                               |                                                               |                                                               |                                                               |                                                               |          |
| Összesen                                                      | Összesen                                                      | 14                                                            | 14                                                            | 14                                                            | 42       |

## A szabadfogású birkózás érmesei
| Az 1936. évi nyári olimpiai játékok érmesei szabadfogású birkózásban |                                       |                                          |                                       |
| Versenyszám                                                          | Arany                                 | Ezüst                                    | Bronz                                 |
| légsúly (55 kg-ig)                                                   | Zombori Ödön · Magyarország (HUN)     | Ross Flood · Egyesült Államok (USA)      | Johannes Herbert · Németország (GER)  |
| könnyűsúly (60 kg-ig)                                                | Kustaa Pihlajamaki · Finnország (FIN) | Francis Millard · Egyesült Államok (USA) | Gösta Jönsson · Svédország (SWE)      |
| pehelysúly (66 kg-ig)                                                | Kárpáti Károly · Magyarország (HUN)   | Wolfgang Ehrl · Németország (GER)        | Herman Pihlajamaki · Finnország (FIN) |
| váltósúly (74 kg-ig)                                                 | Frank Lewis · Egyesült Államok (USA)  | Thure Andersson · Svédország (SWE)       | Joseph Schleimer · Kanada (CAN)       |
| középsúly (84 kg)                                                    | Emile Poivle · Franciaország (FRA)    | Richard Voliva · Egyesült Államok (USA)  | Ahmet Kirecci · Törökország (TUR)     |
| félnehézsúly (96 kg)                                                 | Knut Fridell · Svédország (SWE)       | Ago Neo · Észtország (EST)               | Erich Siebert · Németország (GER)     |
| nehézsúly (120 kg)                                                   | Kristjan Palusalu · Észtország (EST)  | Josef Klapuch · Csehszlovákia (TCH)      | Hjalmar Nyström · Finnország (FIN)    |

## A kötöttfogású birkózás érmesei
| Az 1936. évi nyári olimpiai játékok érmesei kötöttfogású birkózásban |                                      |                                        |                                      |
| Versenyszám                                                          | Arany                                | Ezüst                                  | Bronz                                |
| légsúly (55 kg-ig)                                                   | Lőrincz Márton · Magyarország (HUN)  | Egon Svensson · Svédország (SWE)       | Jakob Brendel · Németország (GER)    |
| pehelysúly (60 kg-ig)                                                | Yaşar Erkan · Törökország (TUR)      | Aarne Reini · Finnország (FIN)         | Einar Karlsson · Svédország (SWE)    |
| könnyűsúly (66 kg-ig)                                                | Lauri Koskela · Finnország (FIN)     | Josef Herda · Csehszlovákia (TCH)      | Voldemar Vali · Észtország (EST)     |
| váltósúly (74 kg-ig)                                                 | Rudolf Svedberg · Svédország (SWE)   | Fritz Schafer · Németország (GER)      | Eino Virtanen · Finnország (FIN)     |
| középsúly (84 kg)                                                    | Ivar Johansson · Svédország (SWE)    | Ludwig Schweickert · Németország (GER) | Palotás József · Magyarország (HUN)  |
| félnehézsúly (96 kg)                                                 | Axel Cadier · Svédország (SWE)       | Edvīns Bietags · Lettország (LAT)      | Ago Neo · Észtország (EST)           |
| nehézsúly (120 kg)                                                   | Kristjan Palusalu · Észtország (EST) | John Nyman · Svédország (SWE)          | Kurt Hornfischer · Németország (GER) |